# 향토사

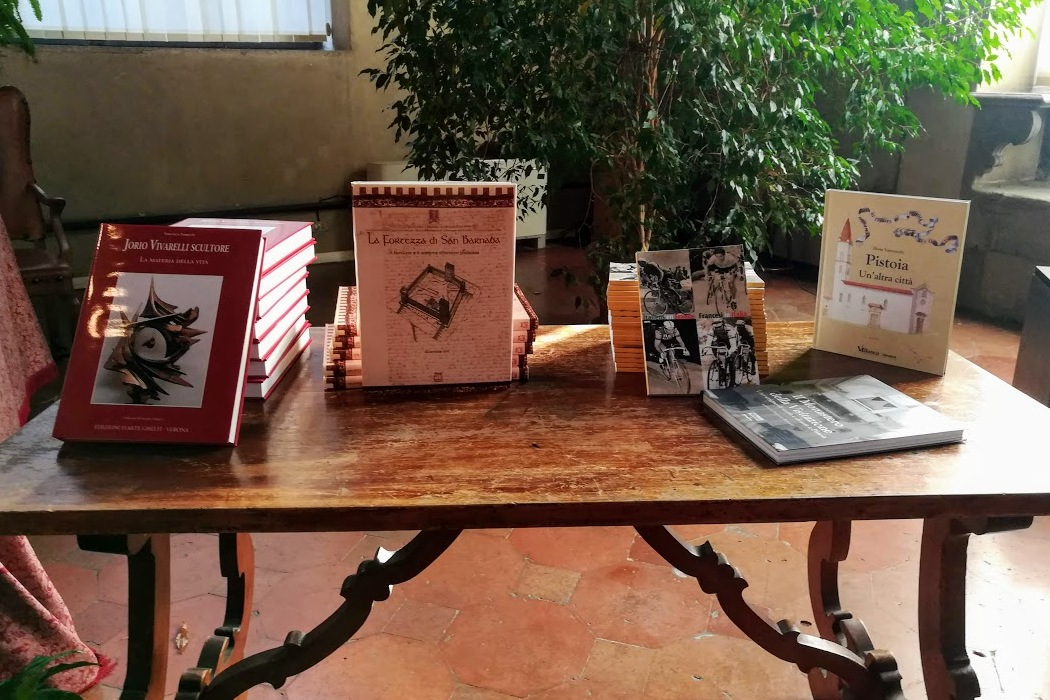
이탈리아 피스토이아도의 향토사서.

향토사(鄕土史, local history)는 지리적으로 국소적인 영역과 거기에 사는 지역 공동체의 역사를 연구하는 분야다. 대개 그 지역의 현지인들이 현지에 학회를 꾸려 연구한다.
향토의 역사는 향토지(鄕土誌) 등을 통해 향토의 유래나 연혁 등 향토에 대한 전반적인 내용을 먼저 알아보아야 한다. 향토지 중에는 도지(道誌)를 비롯하여 군지(郡誌)·읍지(邑誌) 등이 전해지는 곳들이 많다. 그 밖에 간단한 내용의 요람(要覽)이나 웃어른들께 여쭈어 보면 그 향토의 유래·연혁 등은 물론 지명의 유래, 전설 등의 새로운 사실들을 알 수도 있다. 또한 오래 전부터 그 고장에 살았던 노인들은 우리 고유의 이름을 그대로 부르는 경우가 많으므로 향토의 역사를 파악하는 데 큰 도움이 된다.산골이나 농촌에서 ‘사기소’나 ‘옹기골’이라는 지명을 흔히 들을 수 있는데, 이것은 고려나 조선시대에 그 곳에 도자기 공장이 있었음을 나타내는 것으로, 실제로 입증된 경우가 많다. 또 ‘대전(大田)’을 이 고장에 오래 산 노인들은 ‘한밭’이라고 하는데 이것은 넓은 들판이란 뜻이다. 또한 삼국사기의 「지리지」 등에 나오는 신라 고유의 이름은 이두문으로 비슷하게 알 수 있으며, 후에 한자 뜻으로 바뀐 이름과 신라 때 이름이 그대로 전해 오는 고장의 이름을 비교하면 여러 가지로 향토 자료를 구할 수가 있다.

## 같이 보기
- 문화재 보존
- 미시사